# Maqam iraquí
El maqam iraquí (en árabe: المقام العراقي‎) es un género de música maqam que se encuentra en Irak y que tiene una antigüedad de al menos cuatrocientos años. El conjunto de instrumentos utilizados en este género, llamado Al-Chalghi al-Baghdadi, incluye un qari (cantante), santur, jawza, tabla o dunbug/dumbeg, y a veces riqq y naqqarat. La atención se centra en el poema cantado en árabe clásico o en un dialecto iraquí (entonces llamado zuhayri). Un concierto completo de maqam se conoce como FasL (plural Fusül) y se nombra después de la primera maqam: Bayat, Hijaz, Rast, Rast, Nawa, o Husayni.
Una actuación típica incluye las siguientes secciones:
- tahrir, a veces badwah
- taslum
- finalis

## Famoso cantantes de maqam
Hay muchos cantantes iraquíes de maqam:
- Ahmed Zaydan
- Rashid al-Qundarchi
- Mohammad al-Qubbanchi
- Hussein al-Un'dhami
- Najm al-Shaykhli
- Hassan Khaiwka
- Hashim al-Rejab
- Yusuf Omar
- Farida Mohammad Ali
- Abdulrahman Khidhr
- Hamed al-Sa‘di
- Nazem Al-Ghazali
- Felfel Gourgy
- Affifa Iskandar
- Mulla Hasan al-Babujachi
- Rahmat Alá Shiltagh
- Khalil Rabbaz
- Rahmain Niftar
- Rubin Rajwan
- Mulla Uthman al-Mawsili
- Jamil al-Baghdadi
- Salman Moshe
- Yusuf Huresh
- Abbas Kambir
- Farida al-Un‘dhami